# La bestia desnuda
 La bestia desnuda  es una película argentina filmada en colores  dirigida por Emilio Vieyra según su propio guion que se estrenó el 25 de marzo de 1971 y que tuvo como protagonistas a Norberto Aroldi, Aldo Barbero, Susana Beltrán y Gloria Prat. Tuvo como título alternativo el de El monstruo asesino.
Película filmada con escasos recursos y pensada para penetrar en el mercado latino de Estados Unidos donde ya se consumían productos similares elaborados en México. El director Vieyra, además de interpretar al traspunte del teatro escenario de los crímenes, es el autor de canciones para el filme con el seudónimo de Raúl Zorrilla.

## Sinopsis
Varias bailarinas de un teatro son asesinadas y la investigación trata de descubrir al criminal.

## Reparto
- Norberto Aroldi …Quasimodo
- Aldo Barbero …Inspector Héctor Ibáñez
- Susana Beltrán …Susana
- Gloria Prat …Sonia
- Osvaldo Pacheco …René
- Rolo Puente …Rolo Borel
- Catalina Speroni …Corista 1
- Sonia Grey
- Rosario Blanco …Corista 2
- Amarilis Carrié …Cecilia
- Aldo Bigatti …Potenza
- Myriam Van Wessen …Mucama
- Héctor Biuchet …Policía
- Mariela Albano
- Norberto Nelson
- Víctor De Verona
- Jaimito Cohen
- Emilio Vieyra …Julio

## Comentarios
El Heraldo del Cine escribió:

”La película es extraña…por las actuaciones desactuadas o sobreactuadas…el argumento que sobre la idea clásica del bien destruye mal, pareja enamorada triunfante, etc, retorna a las mitologías más antiguas (el malo es el monstruo) dejando de lado tanta piedad almibarada que hace que las mejores obras estén en los peores recipientes.”

El Litoral opinó:

”Esta película se muestra consecuente con algunos esquemas que seducen sobremanera a Vieyra: frivolidades, una buena dosis de sexo, ligeras truculencias argumentales, un romance marginal…idílico y algunas canciones de letra apasionada.”

Manrupe y Portela escriben:

”La nada original idea…con el fondo musical del tema Destrózame amor de Rolo Puente, da pie a este film erótico-policial-terrorífico.”